# Densidad sémica
En semiótica, el grado de abstracción de un concepto. 

Es así que se entiende como un criterio cuantificable, desde un punto de vista analítico. Un concepto es más abstracto cuanto menor o más débil sea la densidad sémica y, por el contrario, un concepto será más concreto cuando su densidad sea más alta.

En un semema (mejor entendible como el conocido concepto "acepción" de una palabra o de un lexema), la densidad está dada por la cantidad (±) de semas que convergen a él.
En tanto un semema es estudiado como una de las tantas posibilidades semánticas o de uso, aplicabilidad o contextualización de la palabra-lexema, toda palabra es el resultado de la acumulación histórica en una lengua determinada. Se sobreentiende que dicha acumulación histórica en la palabra es su constitución misma, lo que le da existencia. 

El sema (σῆμα), término acuñado por Bernard Pottier para la lingüística posee una raíz etimológica que lo remite a aquello que constituye algo relevante o una señal, y lingüísitcamente es entendido como unidad mínima de significación que analíticamente constituye las partes de un semema. Su existencia semiótica se debe a su capacidad relacional y no sustancial. Con ella, se refiere a la existencia de una "categoría sémica", que pudiera entenderse como la tendencia genéticamente programada a efectuar interpretación: es decir a unir un sema a otro sema dentro de un semema (la acepción de la palabra) según las diversas formas de subjetividad. 

Ya que un sema obtiene entidad a partir de la oposición y diferencia con otro sema eventual o azaroso, no pertenece al plano del contenido, como sí sucede con el semema.

Al no pertenecer al plano del contenido su análisis, evidentemente, resulta más refractario.
El ejemplo más pertinente aquí sería el concepto mismo de "Densidad sémica": dicho concepto está formado por dos lexemas cada uno de los cuales está constituido por acepciones o sememas en los diccionarios.  No obstante, así como el primer lexema (densidad) tiene varios sememas, el segundo (sema) los tiene considerablemente pocos en relación con el primero.
A la postre, la especificidad o ulterioridad de la materia semiótica constituye al lexema "sémico" o bien "sema" como un concepto de alta densidad sémica.